# Walpromid
Walpromid – organiczny związek chemiczny, amid kwasu walproinowego o najsilniejszym działaniu psychotropowym spośród wszystkich związków z tej grupy chemicznej używanych w lecznictwie.
Znajduje głównie zastosowanie jako lek normotymiczny (preparat dostępny w Polsce: Depamide). Także w charakteropatiach. Przy dłuższym stosowaniu konieczne okresowe badania kontrolne czynności wątroby, trzustki oraz morfologia z rozmazem krwi.

Przeczytaj ostrzeżenie dotyczące informacji medycznych i pokrewnych zamieszczonych w Wikipedii.